# Теорія динамічних систем
Тео́рія динамі́чних систе́м — розділ математики, що вивчає дію груп дифеоморфізмів на многовидах та їхніх підмножинах. Тісно пов'язаний з теорією диференційних рівнянь, оскільки звичайне диференційне рівняння задає однопараметричну групу дифеоморфізмів свого фазового простору. Динамічні системи розвиваються з часом. Теорія динамічних систем пов'язана з дисципліною математичного моделювання. Все в природі динамічне: економіка, екологія, соціологія, життя людини, життя країни, життя планети. Теорія динамічних систем може використовувати різні математичні методи залежно від моделювання.

## Застосування
Теорія динамічних систем має багато застосувань в різних галузях. Слід зазначити, що ця теорія може моделювати популяцію, економічні, біологічні, хімічні процеси та реакції. Дозволяє описувати з високою точністю фізичні, астономічні та безліч інших процесів у реальному житті.

## Питання теорії динамічних систем
Маючи якесь завдання динамічної системи, далеко не завжди можна знайти і описати її траєкторії в явному вигляді. Тому зазвичай розглядаються простіші (але не менш змістовні) питання про загальну поведінку системи. Наприклад:
- Чи є у системи замкнуті фазові криві, тобто чи може вона повернутися в початковий стан в ході змін?
- Як влаштований атрактор системи, тобто множина у фазовому просторі, до якого прагнуть «більшість» траєкторій?
- Як поводяться траєкторії, випущені з близьких точок, — чи залишаються вони близькими або йдуть з часом на значну відстань?
- Що можна сказати про поведінку «типової» динамічної системи з деякого класу?
- Що можна сказати про поведінку динамічних систем, «близьких» до даної?
- Усереднення - незбурений ("швидкий") рух вважається залежним ві параметрів, які самі повільно змінюються за рахнок загальної динаміки системи. Для визначення цього повільного руху ("дрейфу") швидкість зміни повільних змінних усереднюють по швидкому рухові, вважаючи повільні змінні константами. Тоді на просторі повільних змінних виникає (мале) поле дрейфових швидкостей (пропорційних у першому наближенні величині збурення, змішуючого швидкий й повільний рухи). Наприклад, якщо кеплерові рухи планет Сонячної системи розглядати як швидкий рух, а зміну кеплерових еліпсів (їх осей й напрямків цих осей) як повільний рух. У цьому випадку відношення мас планет до маси Сонця складає близько 1/1000. Тому усереднення підходить для опису реальності протягом декількох тисячоліть.